# Paratrechina gracilis
Paratrechina gracilis är en myrart som först beskrevs av Auguste-Henri Forel 1892.  Paratrechina gracilis ingår i släktet Paratrechina och familjen myror. Inga underarter finns listade i Catalogue of Life.

## Bildgalleri

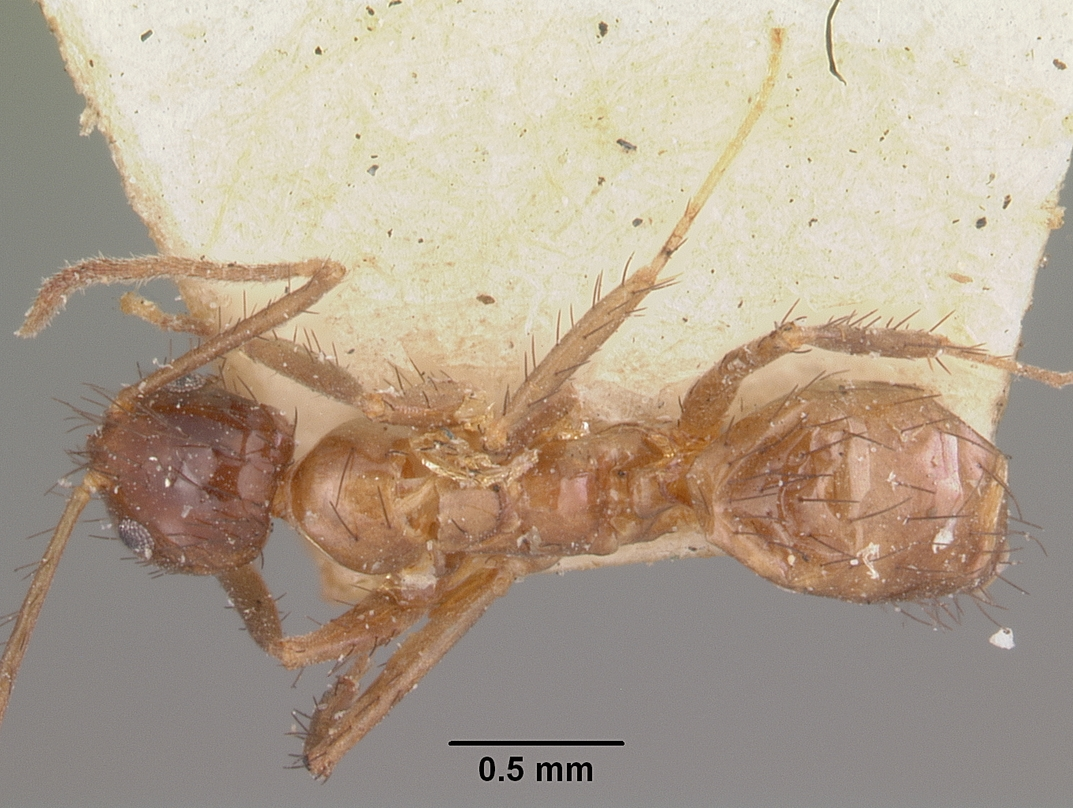
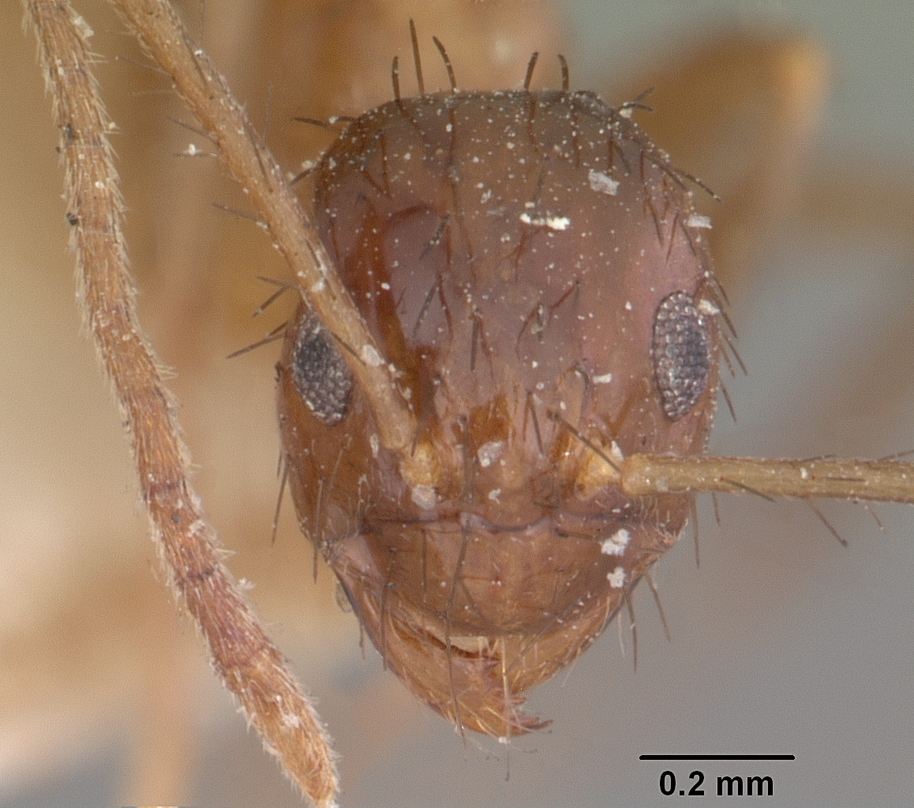
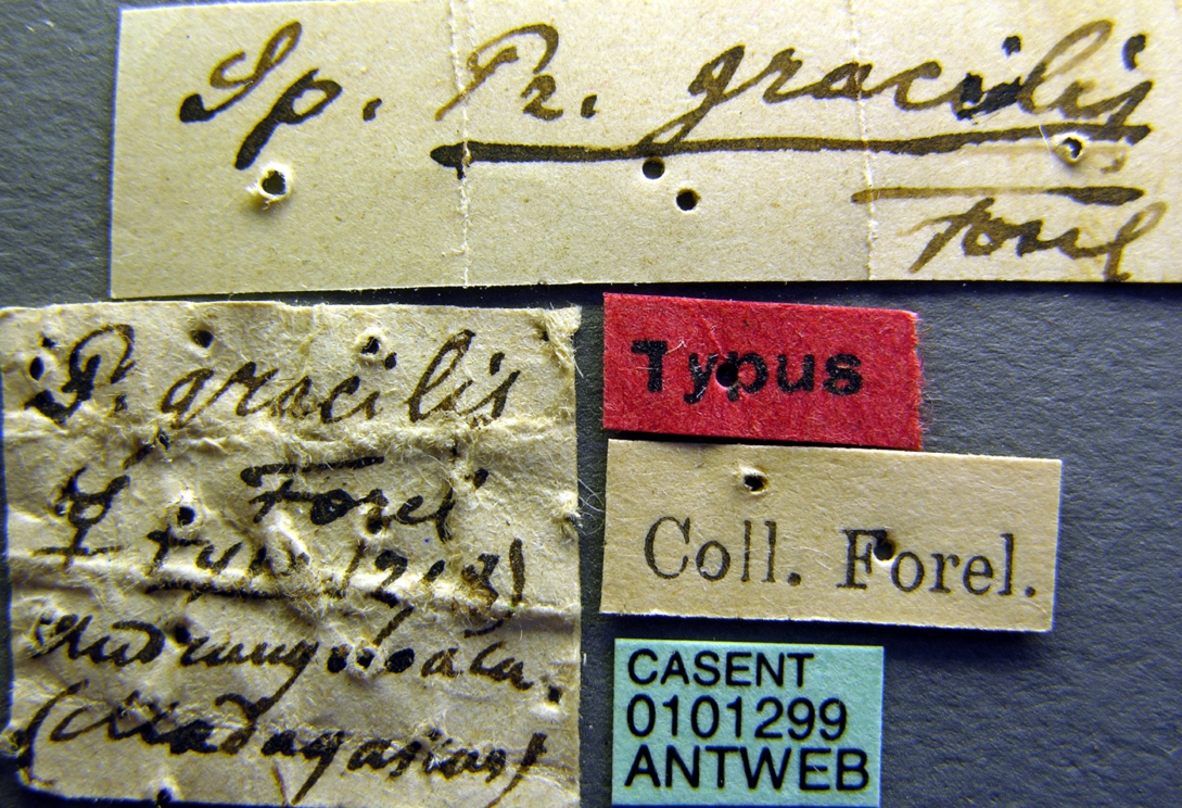
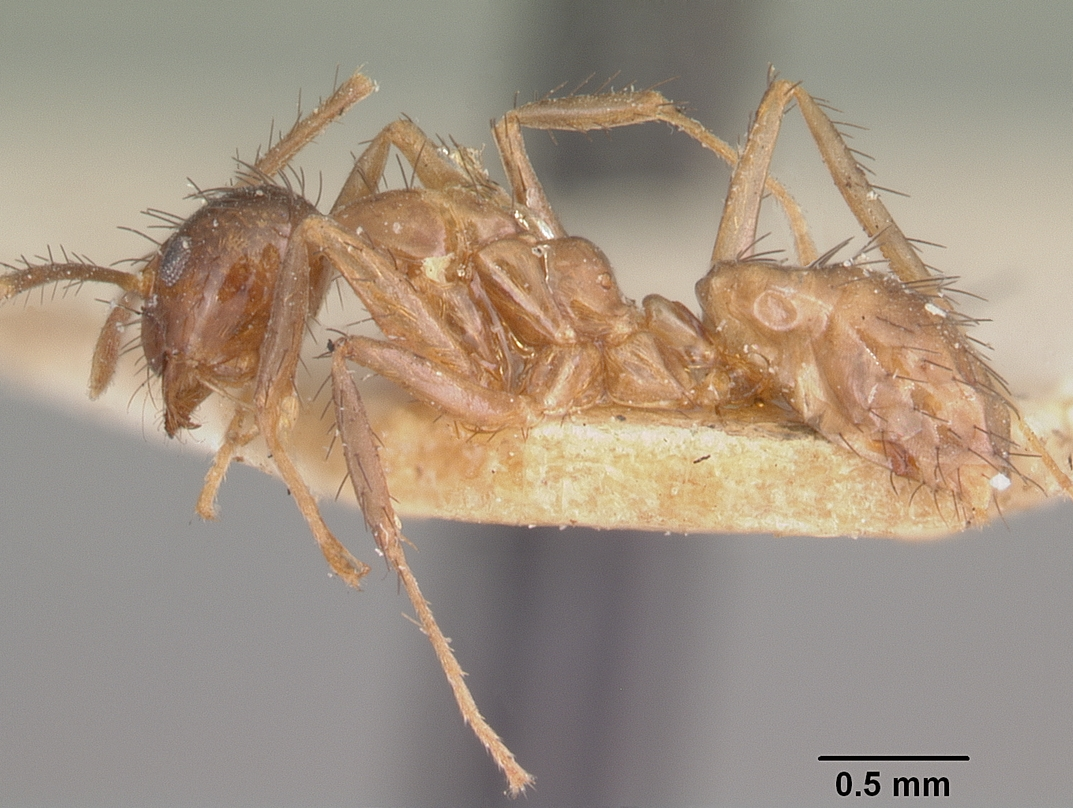
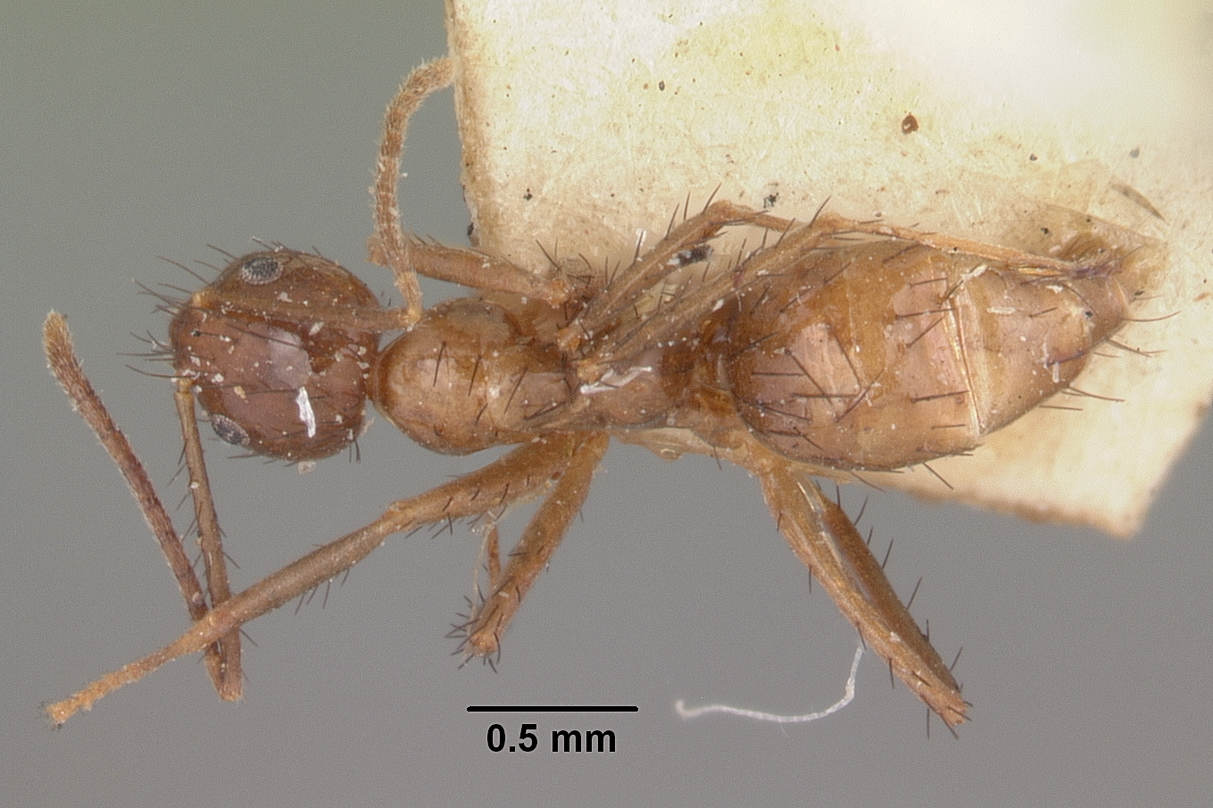
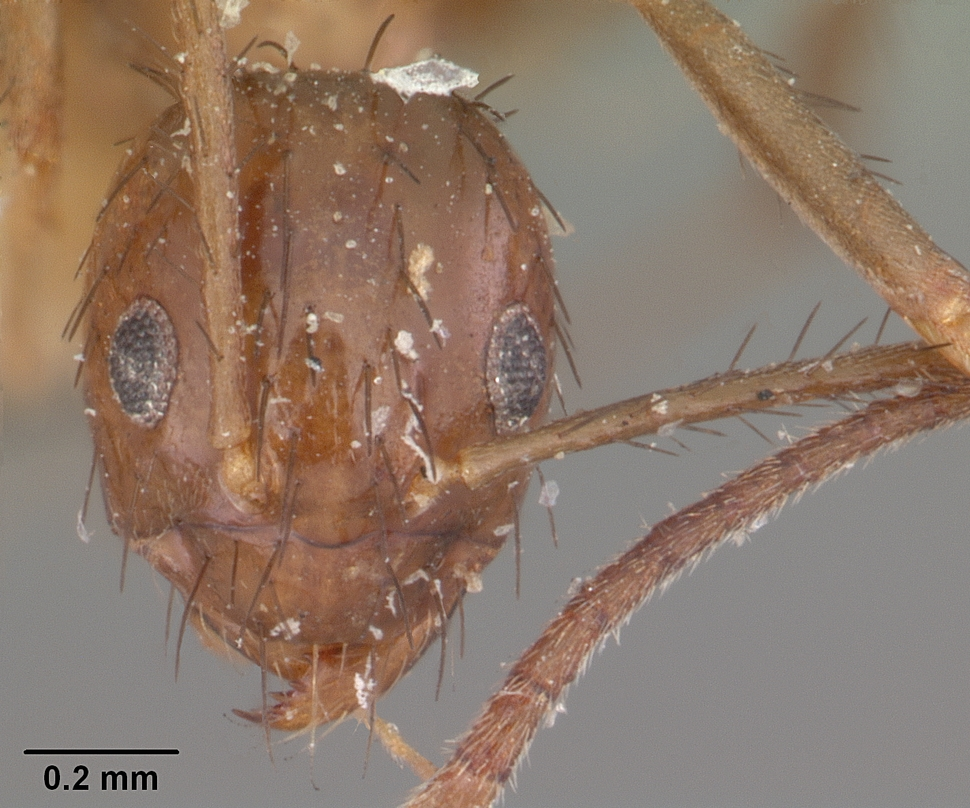